# Almazna
Almazna (în ucraineană Алмазна) este un oraș raional din orașul regional Kadiivka, regiunea Luhansk, Ucraina. În afara localității principale, nu cuprinde și alte sate.

## Demografie
Componența lingvistică a orașului Almazna
     Rusă (80,98%)
     Ucraineană (18,67%)
     Alte limbi (0,1%)
Conform recensământului din 2001, majoritatea populației orașului Almazna era vorbitoare de rusă (80,98%), existând în minoritate și vorbitori de ucraineană (18,67%).